# Барышев, Владимир Иванович
Владимир Иванович Барышев (род. 19 июня 1959 года, Чунский, СССР) — депутат Государственной Думы I созыва.

## Краткая биография
Родился 10 июня 1959 года в посёлке Чунский, Иркутской области, русский.
В период с 1977 по 1979 год проходил службу в армии.
В 1984 году окончил Хабаровскую высшую школу МВД СССР. Работал оперуполномоченным уголовного розыска, участковым инспектором, юрисконсультом на ряде предприятий Комсомольска-на Амуре, частным детективом. Уволен из органов МВД после конфликта, связанного с разоблачением квартирных махинаций начальства УВД города.
Был депутатом городского Совета Комсомольска-на Амуре, членом комитета содействия перестройке, членом городского координационного совета движения «Демократическая Россия».
В декабре 1993 года был избран депутатом Государственной Думы первого созыва по избирательному округу № 57 (Комсомольский-на-Амуре – Хабаровский край). Входил в состав комитета по безопасности.
В марте 1994 года – член инициативной группы по созданию партии «Демократический выбор России».
14 марта 1995 года вышел из фракции «Выбор России» и перешёл в депутатскую группу «Стабильность», 11 октября 1995 года перешёл в депутатскую группу «Россия».